# Kanton Plouigneau
Plouigneau is een kanton van het Franse departement Finistère. Het kanton maakt deel uit van het arrondissement Morlaix.

## Gemeenten
Het kanton Plouigneau omvatte tot 2014 de volgende 7 gemeenten:
- Botsorhel
- Guerlesquin
- Lannéanou
- Plouégat-Moysan
- Plougonven
- Plouigneau (hoofdplaats)
- Le Ponthou

Bij de herindeling van de kantons bij decreet van 13 februari 2014, met uitwerking op 22 maart 2015, werden daar volgende 10 gemeenten aan toegevoegd:
- Le Cloître-Saint-Thégonnec
- Garlan
- Guimaëc
- Lanmeur
- Locquirec
- Plouégat-Guérand
- Plouezoc'h
- Plougasnou
- Plourin-lès-Morlaix
- Saint-Jean-du-Doigt

Op 1 januari 2019 werd de gemeente Le Ponthou toegevoegd aan de gemeente Plouigneau, die daarmee het statuut van 'commune nouvelle' kreeg.